# Великий князь Константин (линейный корабль)
«Вели́кий князь Константи́н» — парусный линейный корабль Черноморского флота Российской империи, находившийся в составе флота с 1852 по 1855 год. Один из трёх кораблей типа «Двенадцать апостолов». Участник Крымской войны, в том числе Синопского сражения. Во время несения службы участвовал в учениях флота и перевозке войск, в конце обороны Севастополя был затоплен на рейде при оставлении города гарнизоном.

## Описание корабля
Один из трёх парусных 120-пушечных трёхдечных линейных кораблей типа «Двенадцать апостолов», строившихся в Николаеве с 1838 по 1852 год. Корабли этого типа были наиболее совершенными парусными кораблями Российского флота того времени. Они не имели равных среди парусных кораблей по боевым качествам, при этом обладали красотой форм и изяществом. Водоизмещение корабля составляло 4790 тонн, длина между перпендикулярами — 63,6 метра, длина по гондеку — 64,6 метра, ширина — 18,1 метра, а осадка — 7,7 метра. Вооружение корабля по сведениям из различных источников составляли от 120 до 124 орудий, по одним данным они включали двадцать восемь 68-фунтовых бомбических орудий на гондеке, семьдесят две 36-фунтовых чугунных пушки на мидельдеке и опердеке и двадцать четыре 24-фунтовых карронады на баке и шканцах, по другим данным тридцать два 68-фунтовых бомбических орудия, тридцать восемь 36-фунтовых чугунных пушек, тридцать четыре 36-фунтовых и двадцать четыре 24-фунтовых пушко-карронады, две 24-фунтовых, двенадцать 12-фунтовых и две 8-фунтовых карронады и два 10-фунтовых чугунных десантных «единорога». Экипаж корабля состоял из 1000 человек. Внешне корабль был выполнен в лаконичном стиле, из резных украшений присутствовали только геральдические двуглавые орлы на носу и корме. В оформлении корабля нашло отражение новое понимание красоты в кораблестроении, которая теперь представлялась не обилием украшений, а объёмно-пространственным решением. Уникальный стиль мастера при изготовлении корабля проявлялся лишь в необычной изогнутой линии гакаборта.
Корабль был назван в честь великого князя Константина Николаевича, генерал-адмирала российского флота и младшего брата императора Александра II.

## История службы
26 сентября (8 октября) 1835 года императором Николаем I был утверждён состав судов Черноморского флота, включавший в себя три линейных корабля I ранга типа «Двенадцать апостолов». Линейный корабль «Великий князь Константин» был заложен 7 (19) мая 1850 года на стапеле Спасского адмиралтейства в Николаеве и после спуска на воду 29 сентября (11 октября) 1852 года вошёл в состав Черноморского флота России. Строительство вёл кораблестроитель подполковник Корпуса корабельных инженеров С. И. Чернявский по чертежам начальника Николаевского корпуса корабельных инженеров полковника И. Д. Воробьёва. Это был последний деревянный парусный корабль, построенный этим мастером. В июле следующего 1853 года корабль перешёл из Николаева в Севастополь, где на него была установлена артиллерия.

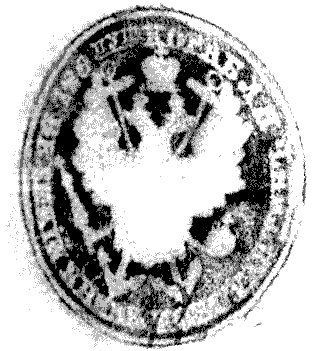
Оттиск печати линейного корабля «Великий князь Константин»

В кампанию 1853 года корабль выходил в плавание в Чёрное море для проведения испытаний, а во время учебной атаки флота на Севастопольский рейд 12 (24) августа находился на стороне обороняющихся. В кампанию того же года с 17 (29) сентября по 2 (14) октября в составе эскадры вице-адмирала П. С. Нахимова принимал участие в перевозке войск из Севастополя в Сухум-Кале, так на корабле было перевезено 1437 солдат и офицеров Белостокского полка 13-й дивизии
Принимал участие в Крымской войне, 29 октября (10 ноября) 1853 года во главе эскадры под флагом вице-адмирала В. А. Корнилова принимал участие в поисках турецкого флота сначала у румелийского, а затем у анатолийского берегов. Найти неприятельские суда не удалось. Эскадра, после передачи части кораблей 6 (18) ноября в состав эскадры П. С. Нахимова, 11 (23) ноября вернулась в Севастополь. На следующий день корабль вновь вышел в море уже в составе эскадры под общим командованием контр-адмирала Ф. М. Новосильского. Эскадра вышла с целью усиления эскадры П. С. Нахимова, которая блокировала турецкий флот в Синопе. Через четыре дня 16 (28) ноября эскадры соединились, а ещё через два дня состоялось Синопское сражение.

### «Великий князь Константин» в Синопском сражении

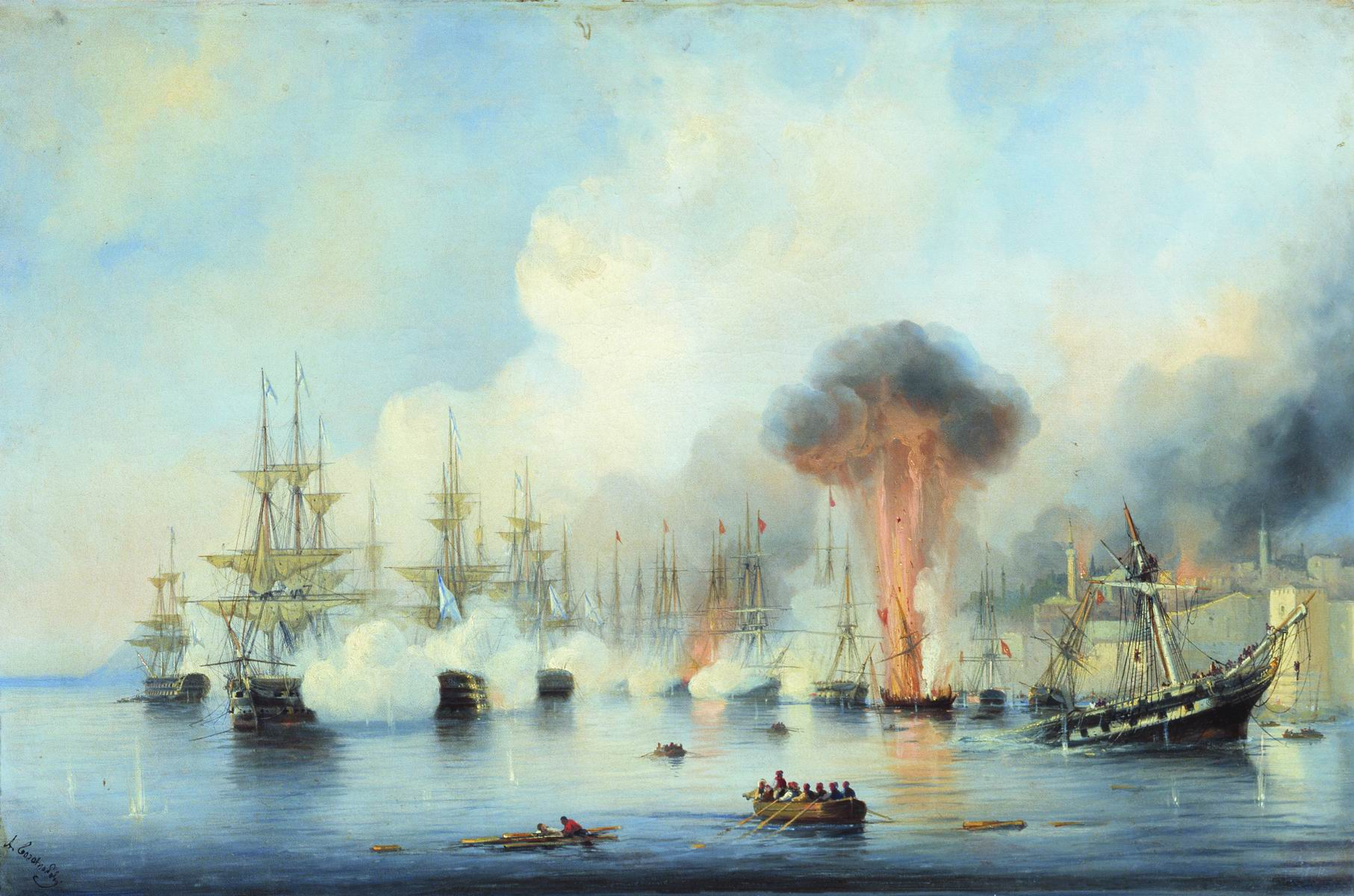
Синопский бой 18 ноября 1853 года. А. П. Боголюбов, 1860 год

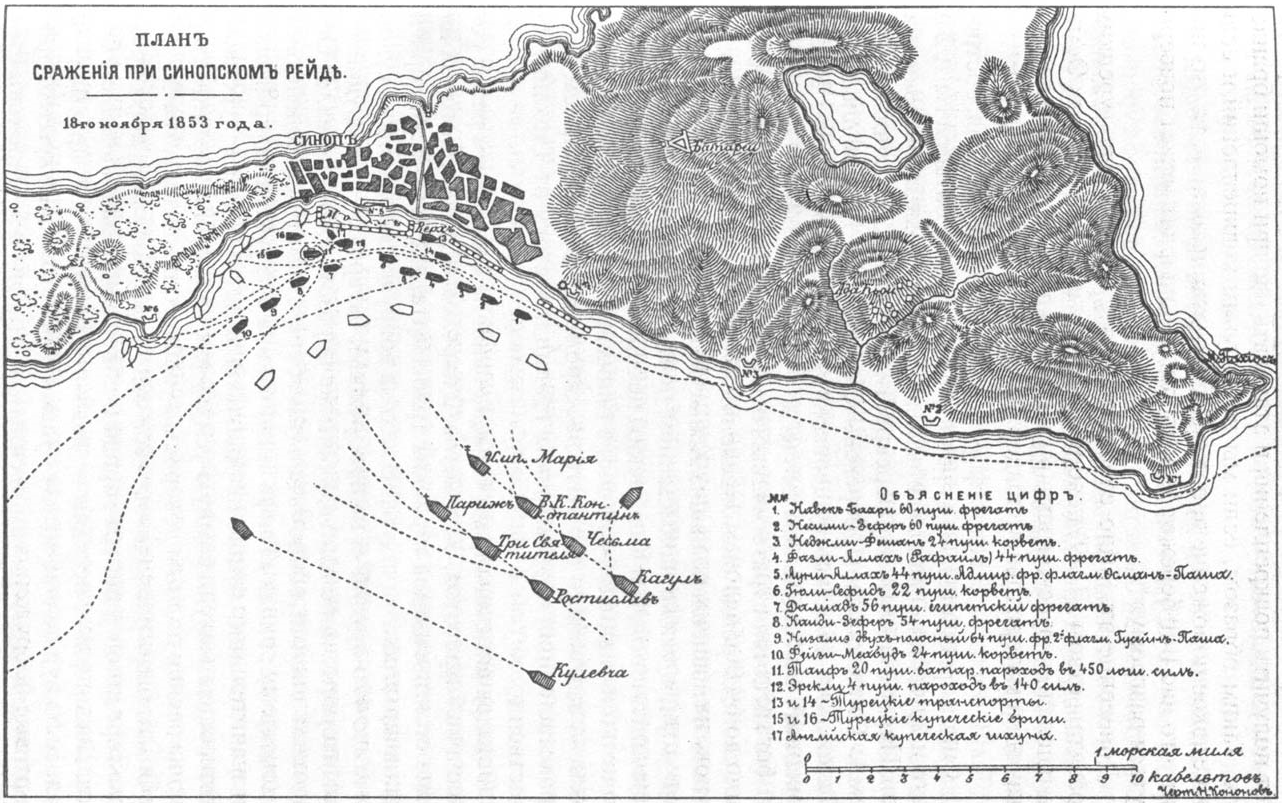
План Синопского сражения

В сражение «Великий князь Константин» входил в составе правой, ближайшей к неприятелю, колонны вместе с кораблями «Императрица Мария» и «Чесма». Шёл следом за адмиральским кораблём «Императрица Мария», за которым и стал на якорь. Совместно с кораблем «Чесма» вёл бой с фрегатом «Навек-Бахри», до его полного уничтожения. После уничтожения неприятельского фрегата корабль переключил огонь на береговую батарею № 4, прикрывавшую левый фланг турецкой боевой линии, которая также была уничтожена. После вступил в перестрелку с фрегатом «Несими-Зефер» и корветом «Неджеми-Фешан», которые после полученных повреждений были вынуждены выброситься на берег. 
За четыре часа Синопского сражения корабль «Великий князь Константин» сделал 2466 выстрелов (по другим данным — 2602 выстрела). Во время боя были убиты 8 человек экипажа и 26 человек получили ранения, а сам корабль получил 30 пробоин и повреждения всех мачт.
За отличие в сражении командир корабля капитан 2-го ранга Л. А. Ергомышев был произведён к капитаны 1-го ранга и в кампанию того же года награждён орденом Святого Георгия IV степени за 18 морских кампаний.

### После Синопского сражения
После сражения 22 ноября (4 декабря) корабль пришёл в Севастополь, причём из-за полученных повреждений часть пути он находился на буксире у пароходофрегата «Одесса». В декабре того же года «Великий князь Константин» был поставлен у входа в Южную бухту и до апреля следующего 1854 года на нём держал свой флаг начальник штаба Черноморского флота вице-адмирал В. А. Корнилов. 2 (14) октября корабль был поставлен на рейде у Куриной балки, а в декабре того же года на нём поднял свой флаг командующий эскадрой вице-адмирал П. С. Нахимов. К январю следующего 1855 года на корабле оставалось только 337 человек экипажа и 90 орудий. После затопления на рейде 13 (25) февраля 1855 года линейных кораблей «Святослав», «Ростислав» и «Двенадцать апостолов», оставался в Севастополе в составе отряда их шести боеспособных линейных кораблей Черноморского флота, также включавшем корабли «Чесма», «Императрица Мария», «Храбрый», «Париж» и «Ягудиил». 1 (13) июля 1855 года в связи с похоронами П. С. Нахимова на корабле был приспущен флаг и произведён салют. 28 августа (9 сентября) 1855 года линейный корабль «Великий князь Константин» был затоплен на Севастопольском рейде при оставлении города гарнизоном. После войны при расчистке Севастопольской бухты со дна были подняты остатки мачты корабля, части его пеньковых канатов, цепи, якоря, медь, железо и небольшая часть бимсов, а корпус корабля был взорван.
В течение всего времени службы корабля в составе флота с 1853 по 1855 год его командиром служил капитан 2-го ранга, а с 28 ноября (10 декабря) 1853 года капитан 1-го ранга Л. А. Ергомышев.